# جبل كينغز
جبل كينْغْز أو قمة كينْغْزْ (بالإنجليزية: Kings Peak)‏ هو أعلى جبل في ولاية يوتا الأميركية.
يبلغ ارتفاعه 13.528 قدماً (حوالى 4.123 متراً).

## الوصف
يقع الجبل في جنوب جبال يونيتا الوسطى والموجودة في غابة أشلي الوطنية في شمال شرق يوتاه في شمال وسط مقاطعة دوشين.